# Russische Fußballnationalmannschaft (U-21-Männer)
Die russische U-21-Fußballnationalmannschaft ist eine Auswahlmannschaft russischer Fußballspieler. Sie unterliegt dem Russischen Fußballverband und repräsentiert ihn international auf U-21-Ebene, etwa in Freundschaftsspielen gegen die Auswahlmannschaften anderer nationaler Verbände oder bei Europameisterschaften des Kontinentalverbandes UEFA. Spielberechtigt sind Spieler, die beim ersten Qualifikationsspiel zu einem Turnier ihr 21. Lebensjahr noch nicht vollendet haben und die russische Staatsangehörigkeit besitzen.
Rekordnationalspieler ist der Innenverteidiger Ilja Sujew mit 34 Einsätzen und Rekordtorschütze ist der Stürmer Fjodor Smolow mit 16 Toren.

## Geschichte
Nachdem die sowjetische U-21-Nationalmannschaft mit der verpassten Qualifikation zur U-21-Europameisterschaft 1992 aufgelöst worden war, nahm die neugegründete russische U-21-Nationalmannschaft unter dem Dachverband des Rossijski Futbolny Sojus bereits an der Qualifikation zur U-21-Europameisterschaft 1994 in Frankreich teil. Diese wurde erfolgreich als Gruppensieger überstanden und im Viertelfinale traf man auf den Gastgeber. Das Spiel ging mit 0:2 verloren. Die Qualifikation zur U-21-Europameisterschaft 1996 gelang nicht, zwei Jahre später schaffte die Auswahl diese wieder. Bei der Endrunde in Rumänien verlor man erneut das erste Spiel, das Viertelfinale, gegen Spanien. Daraufhin verpasste man die Qualifikation sieben Mal und nahm erst wieder an der U-21-Europameisterschaft 2013 in Israel teil, wo man die Gruppenphase nach drei Niederlagen aus drei Spielen nicht überstand.

## Turnierbilanzen bei U-21-Europameisterschaften
| Jahr          | Gastgeberland          | Teilnahme bis …    | Letzter Gegner | Ergebnis |
| ------------- | ---------------------- | ------------------ | -------------- | -------- |
| 1994          | Frankreich             | Viertelfinale      | Frankreich     | –        |
| 1996          | Spanien                | nicht qualifiziert | –              | –        |
| 1998          | Rumänien               | Viertelfinale      | Spanien        | –        |
| 2000 bis 2011 |                        | nicht qualifiziert | –              | –        |
| 2013          | Israel                 | Gruppenphase       | Deutschland    | –        |
| 2015          | Tschechien             | nicht qualifiziert | –              | –        |
| 2017          | Polen                  | nicht qualifiziert | –              | –        |
| 2019          | Italien und San Marino | nicht qualifiziert | –              | –        |

Anmerkungen:
1. ↑  Zwischen 1978 und 1992 fanden die Endrunden der U-21-Europameisterschaft nicht in einem Gastgeberland statt, sondern wurden durch Hin- und Rückspiele in den jeweiligen teilnehmenden Nationen ausgetragen.

## Trainerhistorie
| Nr. | Name                             | Zeit | Zeit | Zeit |
| Nr. | Name                             | von  | bis  |      |
| --- | -------------------------------- | ---- | ---- | ---- |
| 1   | Boris Ignatjew                   | 1992 | 1993 |      |
| 2   | Michail Gerschkowitsch           | 1994 | 1998 |      |
| 3   | Leonid Pachomow                  | 1998 | 1999 |      |
| 4   | Waleri Gladilin                  | 2000 | 2001 |      |
| 5   | Waleri Gassajew                  | 2001 | 2002 |      |
| 6   | Andrei Tschernyschow             | 2002 | 2005 |      |
| 7   | Alexander Borodjuk Wiktor Lossew | 2006 | 2006 |      |
| 8   | Boris Stukalow                   | 2007 | 2008 |      |
| 9   | Igor Kolywanow                   | 2008 | 2010 |      |
| 10  | Nikolai Pissarew                 | 2010 | 2015 |      |
| 11  | Dmitri Chomucha                  | 2015 | 2015 |      |
| 12  | Nikolai Pissarew                 | 2016 | 2017 |      |
| 13  | Jewgeni Buschmanow               | 2017 | 2018 |      |
| 14  | Michail Galaktionow              | 2018 |      |      |

## Endrundenkader

### EM 1994 in Frankreich
| U-21-EM 1994 | - Torhüter: Jewgeni Plotnikow, Michail Charin, Sergei Armischew - Verteidiger: Roman Scharonow, Konstantin Syrjanow, Ramis Mamedow, Wadim Jewsejew, Alexander Grischin, Alexei Naumow, Dmitri Sennikow - Mittelfeldspieler: Igor Semschow, Ansar Ajupow, Juri Drosdow, Sergei Mandreko, Rolan Gussew - Stürmer: Dmitri Kiritschenko, Ilschat Faisulin, Igor Simutenkow, Waleri Jessipow, Andrei Talalajew - Trainer: Boris Ignatjew |

### EM 1998 in Rumänien
| U-21-EM 1998 | - Torhüter: Michail Charin, Sergei Armischew - Verteidiger: Andrei Solomatin, Dmitri Dawydow, Oleg Kornauchow, Wadim Jewsejew, Sergei Temrjukow, Jewgeni Korabljow - Mittelfeldspieler: Andrei Kriwow, Wladimir But, Denis Laktionow, Michail Ossinow, Alexander Berketow, Alexei Bacharew, Jegor Titow - Stürmer: Erik Kortschagin, Dmitri Schukow, Maxim Busnikin - Trainer: Michail Gerschkowitsch |

### EM 2013 in Israel
| U-21-EM 2013 | - Torhüter: Nikolai Sabolotny, Stanislaw Krizjuk, Alexander Filzow - Verteidiger: Ibragim Zallagow, Georgi Schtschennikow, Nikita Tschitscherin, Taras Burlak, Sergei Brysgalow, Maxim Beljajew, Iwan Knjasew - Mittelfeldspieler: Juri Kirillow, Sergei Petrow, Oleg Schatow, Roman Jemeljanow, Maxim Grigorjew, Schota Bibilow, Alexander Sotow - Stürmer: Andrei Panjukow, Fjodor Smolow, Maxim Kanunnikow, Pawel Jakowlew, Denis Tscheryschew, Alan Dsagojew - Trainer: Nikolai Pissarew |